# El Carnerol

El Carnerol, dins del terme de Granera

El Carnerol és un paratge a cavall dels termes municipals de Granera i de Monistrol de Calders, al Moianès.
Està situat a l'extrem de llevant del terme monistrolenc i al de ponent del de Granera, a l'esquerra del torrent de l'Om, al nord-est de l'Otzetó, al nord de la masia de l'Otzet i de la Tomba del Moro i al sud-oest del Serrat del Trompa.
Deu el seu nom a una masia desapareguda que hi havia a l'extrem nord-est del Serrat del Moro, de la qual es conserven només restes disperses.